# Antonio Quiroga
Antonio Quiroga (Betanzos, 1784 – Madrid, 1841) è stato un militare spagnolo.

## Biografia
In gioventù combatté con le truppe rivoluzionarie contro Napoleone Bonaparte, resistendo fino alla restaurazione. Nel 1815 si affiliò al partito liberale.
Nel 1820 Quiroga e Rafael del Riego, altro veterano delle guerre napoleoniche, attuarono con successo un'insurrezione contro Ferdinando VII di Spagna, costringendolo a siglare la costituzione di Cadice.
Ferdinando VII sembrò acconsentire e, in segno di fiducia, nominò Quiroga suo aiutante di campo e poi capitano generale della Galizia.
In realtà il monarca progettò una grande insurrezione anticostituzionale nelle province del Nord, che avvenne nel 1823. I Francesi e Carlo Alberto di Savoia intervennero in favore dei monarchici, sconfiggendo Quiroga nella battaglia del Trocadero e a La Coruña.
Del Riego du catturato il 15 settembre e giustiziato il 7 novembre. Quiroga riuscì invece a trovare rifugio in Inghilterra. Poté rimpatriare solo nel 1833, alla morte di Ferdinando VII.
Fu accolto con grande gioia, ma presto emarginato per le sue posizioni ritenute troppo moderate. Trascorse gli ultimi anni in solitudine in Galizia.
Fece parte della Massoneria.